# US Quevilly-Rouen Métropole

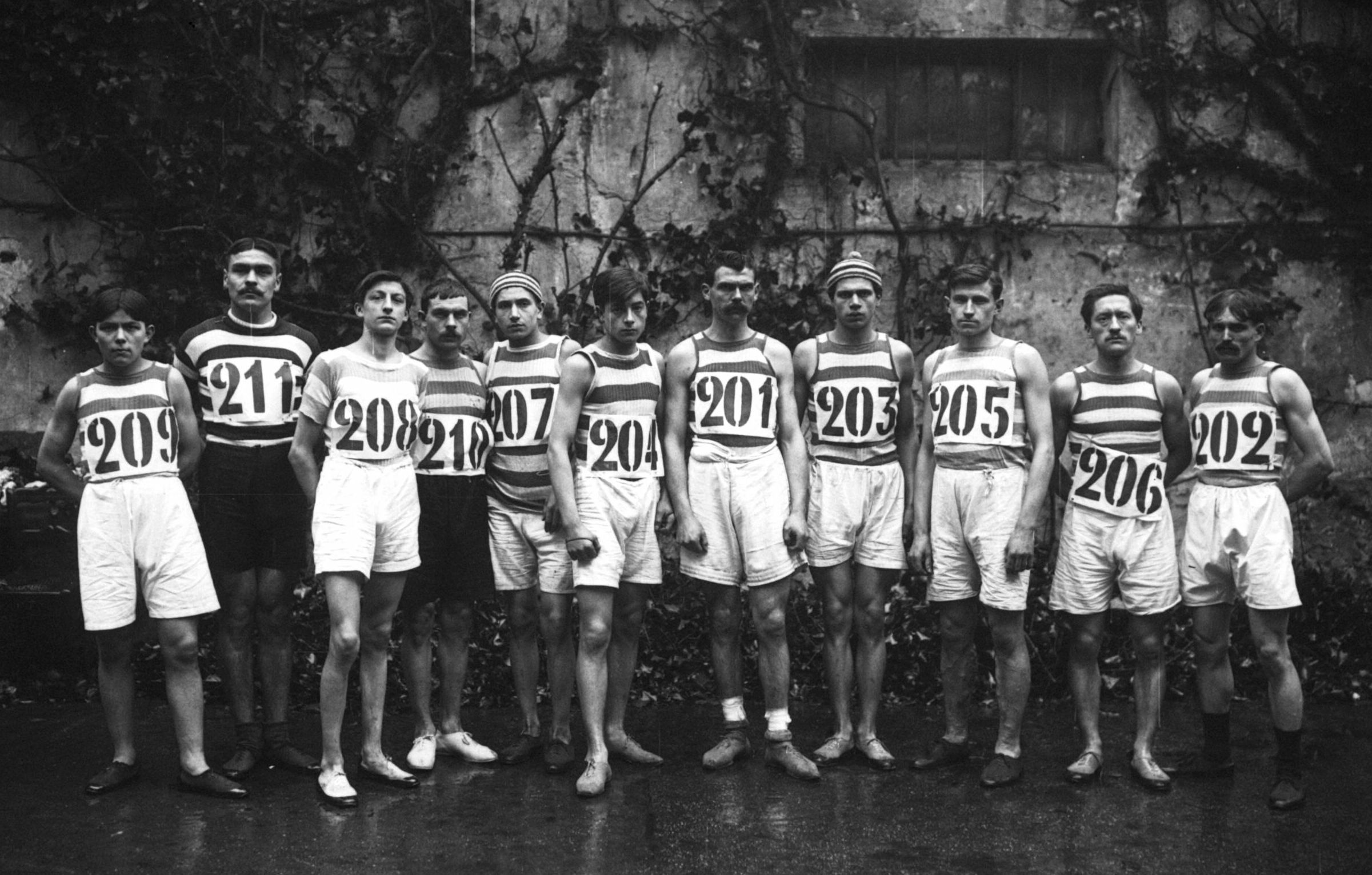
Team van 1914

US Quevilly-Rouen Métropole (Union sportive Quevilly-Rouen Métropole, kortweg QRM) is een Franse voetbalclub uit Le Petit-Quevilly in het arrondissement Rouen.
De club werd in 1902 als US Quevilly opgericht en speelt haar thuiswedstrijden in het Stade Lozai in Le Petit-Quevilly dat aan 2.500 toeschouwers plaats biedt. Quevilly promoveerde in 2011 naar de Championnat National, nadat het in het seizoen 2010/11 kampioen werd in de CFA groep A. Na twee seizoenen degradeerde de club.
De club is vooral vermaard vanwege haar prestaties in de Coupe de France. In 1927 en in 2012 werd de finale gehaald en in de seizoenen 1967/68 en 2009/10 bereikte de club de halve finale.
In april 2015 werd een fusie aangekondigd met het weggezakte FC Rouen, dat wel zelfstandig bleef spelen. Vanaf het seizoen 2015/16 werd als US Quevilly-Rouen Métropole in het Stade Robert-Diochon in Rouen gespeeld. In 2016 promoveerde de club terug naar de Championnat National en in 2017 promoveerde de club naar de Ligue 2. Na één seizoen degradeerde de ploeg alweer naar het derde niveau. In 2021 kon de club opnieuw promotie afdwingen. 

## Bekende spelers
- Florian Jozefzoon
- Gustavo Sangaré

Aubagne ·
Boulogne · 
Bourg-en-Bresse 01 · 
Châteauroux ·
Concarneau ·
Dijon · 
Le Mans ·
Nancy · 
Nîmes ·
Orléans ·
Paris 13 Atletico · 
Quevilly-Rouen ·
Rouen · 
Sochaux ·
Valenciennes ·
Versailles ·
Villefranche